# Zikanyrops
Zikanyrops is een geslacht van vlinders van de familie Dalceridae.

## Soorten
- Z. dubiosa Hopp, 1928
- Z. sparsa Hopp, 1928